# Штруллендорф
Штруллендорф (нім. Strullendorf) — громада в Німеччині, розташована в землі Баварія. Підпорядковується адміністративному округу Верхня Франконія. Входить до складу району Бамберг.
Площа — 31,69 км2. Населення становить 8011 ос. (станом на 31 грудня 2020).

## Географія

### Адміністративний поділ
Громада  складається з 7 районів:
- Амлінгштадт
- Гайсфельд
- Лестен
- Містендорф
- Росдорф-ам-Форст
- Вернсдорф
- Цегендорф